# دانييل ستويكوفيتش
دانييل ستويكوفيتش هو لاعب كرة قدم صربي في مركز الدفاع، ولد في 14 أغسطس 1990 في بلغراد في صربيا. لعب مع نادي أو إف كيه بيوغراد ونيمان غرودنو.

## وصلات خارجية
- دانييل ستويكوفيتش على موقع قاعدة بيانات كرة القدم.إي يو (الإنجليزية)
- دانييل ستويكوفيتش على موقع Soccerway.com (الإنجليزية)
- دانييل ستويكوفيتش على موقع عالم كرة القدم.نت (الإنجليزية)